# Авдеев, Сергей Николаевич
Сергей Николаевич Авдеев (род. 27 февраля 1968) — российский врач-пульмонолог, академик РАН (2022). Заведующий кафедрой пульмонологии Института клинической медицины им. Н. В. Склифосовского Первого Московского государственного медицинского университета имени И. М. Сеченова (с 2017 года) Директор Национального медицинского исследовательского центра по профилю «пульмонология» (с 2021 года). Главный внештатный специалист пульмонолог Министерства здравоохранения Российской Федерации.

## Биография
В 1993 году с отличием окончил Российский государственный медицинский университет имени Н. И. Пирогова, в 1999 году — стажировался во Франции в госпитале Pitié-Salpêtrière.
В 1999 году защитил кандидатскую диссертацию по проблемам неинвазивной вентиляции лёгких, в 2004 году − докторскую диссертацию по проблеме острой дыхательной недостаточности у больных ХОБЛ.
Заведующий кафедрой пульмонологии лечебного факультета Первый МГМУ имени И. М. Сеченова (Сеченовский университет), заведующий клиническим отделом «НИИ Пульмонологии» ФМБА России.
В 2016 году избран членом-корреспондентом РАН.
В 2022 году избран академиком РАН.

## Научная деятельность
В сферу профессиональных интересов входят дыхательная недостаточность, тяжёлые формы ХОБЛ, интерстициальные заболевания лёгких, лёгочная гипертензия, неинвазивная вентиляция лёгких.
Основные научные результаты:
- разработал и внедрил в практику методы неинвазивной респираторной поддержки при острой и хронической дыхательной недостаточности, новые методы терапии лёгочной гипертензии различного генеза, включая ингаляционный оксид азота и препараты простациклина;
- разработал и внедрил в практику методы ранней диагностики и эффективной терапии у больных с редкими заболеваниями лёгких, включая идиопатический лёгочный фиброз, интерстициальные пневмонии, лимфангиолейомиоматоз;
- внедрил в практику методы мобилизации и удаления секрета из дыхательных путей с помощью высокочастотных осцилляций грудной клетки и внутрилёгочной перкуссионной вентиляции;
- разработал и внедрил в практику методы обследования и подготовки пациентов с терминальной дыхательной недостаточностью для двусторонней трансплантации лёгких.

Автор более 700 научных работ, статей, глав монографий и монографий, в том числе и зарубежных.
Научный редактор медицинских журналов «Пульмонология» и «Альманах респираторной медицины», член редколлегии пяти медицинских журналов, член редсовета журнала «Доктор.Ру».

## Награды
- Премия Правительства Российской Федерации в области науки и техники (в составе группы, за 2002 год) — за разработку и практическое применение новых методов диагностики, лечения, прогнозирования и профилактики первичной, резидуальной и вторичной лёгочной гипертензии[3]
- Премия Правительства Российской Федерации в области науки и техники (в составе группы, за 2010 год) — за повышение эффективности диагностики и лечения острого респираторного дистресс-синдрома (ОРДС) на основе разработки и внедрения новейших медицинских технологий[4]
- Премия Призвание (в составе группы, за 2009 год)[5]
- Орден Пирогова (2020) — за большой вклад в борьбу с коронавирусной инфекцией (COVID — 19), самоотверженность и высокий профессионализм, проявленные при исполнении врачебного долга.[6]